# 예스터데이 (드라마)
《예스터데이》는 1997년 7월 19일부터 같은 해 10월 5일까지 방영되었던 문화방송 주말연속극이다.
이 드라마는 당초 24부작으로 기획되었으나 3회부터 주인공들의 성격이나 행동이 정형화되는 등 뒤로 갈수록 부족한 구성이 드러나면서 KBS 2TV 《파랑새는 있다》의 흥행으로 시청률이 10%대로 떨어지면서 21부작으로 조기종영하였다.

## 등장 인물
- 이성재(윤민수)
- 이종원(윤영호)
- 김소연(이승혜)
- 조은숙(봉정아)
- 박근형(윤명규)
- 조경환(이종문)
- 김영란(홍경애)
- 조형기(봉영춘)
- 권기선(안기자)
- 권오중(봉정복)
- 정성모, 강부자, 정웅인, 최유란, 이재석, 김민정, 김정은, 유서진, 강성연, 유혜리

## 결방 사유(1997년)
- 9월 6일 : 프랑스 월드컵 아시아지역 최종예선 〈대한민국 VS 카자흐스탄〉 중계방송으로 결방
- 9월 7일 : 프랑스 월드컵 아시아지역 최종예선 〈일본 VS 우즈베키스탄〉 중계방송으로 결방
- 10월 4일 : 프랑스 월드컵 아시아지역 최종예선 〈대한민국 VS UAE〉 중계방송으로 결방

## 참고 사항
- 당초 이정재가 윤영호, 이종원이 윤민수, 심은하가 이승혜 역으로 낙점되었으나 심은하가 건강사정 때문에 출연을 포기했고 이 과정에서 이정재도 하차 의사를 밝혔으며[3] 이종원이 윤영호, 이성재가 윤민수, 김소연이 이승혜 역으로 들어갔다.